# Plastikkonvention
Die Plastikkonvention ist ein geplantes globales Übereinkommen, das basierend auf einem Beschluss der Umweltversammlung der Vereinten Nationen vom März 2022 ausgearbeitet werden sollte. Am 15. August 2025 wurde das vorläufige Scheitern bekanntgegeben.
Da es im Kampf gegen die Umweltverschmutzung durch Kunststoffe keinen ausreichenden internationalen Rechtsrahmen gibt, verabschiedete die Umweltversammlung am 2. März 2022 die UN-Resolution End plastic pollution: Towards an international legally binding instrument („Plastikverschmutzung beenden: hin zu einem internationalen, gesetzlich verpflichtenden Instrument“) für die Schaffung eines international rechtsverbindlichen Abkommens zu deren Bekämpfung.
Der ganze Lebenszyklus von Kunststoffen wird berücksichtigt, d. h. von Rohstoffgewinnung und der Herstellung der Produkte über ihre Verwendung bis hin zur Abfallvermeidung, Abfallwirtschaft und Rohstoffrückgewinnung. Auch Additive, nicht umgesetzte Monomere und Rückstände von Prozesshilfsstoffen sollen berücksichtigt werden. Es gibt Forderungen nach einer Beschränkung der weltweiten Kunststoffproduktion mit Zielvorgaben und Zeitplänen.
65 Staaten und die EU haben sich in der High Ambition Coalition („Koalition des hohen Ehrgeizes“), die ein Ende der Plastikverschmutzung bis 2040 als Ziel formuliert hat, organisiert. Die Ziele dieser Staatengruppe gehen im internationalen Vergleich besonders weit; sie beabsichtigen unter anderem auch Verbote von Einwegplastik, etwa als Essgeschirr, und wollen eine Kreislaufwirtschaft fördern. Hingegen treten viele Staaten, die Erdöl – den Rohstoff zur Herstellung von Kunststoffen – fördern und exportieren, für eine Begrenzung des Abkommens auf besseres Abfallmanagement ein.

## Zeitplan
Gemäß UNEA-5.2 sieht das Mandat vor, dass das „Intergovernmental Negotiating Committee“ (INC) seine Arbeit bis Ende 2022 aufnimmt, mit dem Ziel, bis Ende 2024 einen Entwurf für ein globales rechtsverbindliches Abkommen fertigzustellen.
Die Arbeit an dem Vertrag begann mit der Tagung einer offenen Ad-hoc-Arbeitsgruppe (OEWG) in Dakar vom 30. Mai bis 1. Juni 2022. An dieser Tagung legten die Mitgliedstaaten einen Zeitplan für die folgenden Sitzungen bis Ende 2024, eine Geschäftsordnung und den anfänglichen Arbeitsumfang für die erste Sitzung des INC fest.
- Die erste Tagung des Verhandlungsausschusses (INC-1) fand vom 28. November 2022 bis zum 2. Dezember 2022 in Punta del Este statt. Auf der Tagesordnung stand u. a. die formelle Annahme der Geschäftsordnung.[11] Über 2 300 Delegierte aus 160 Ländern nahmen daran teil.[12]
- Die zweite Tagung des Verhandlungsausschusses (INC-2) fand vom 29. Mai 2023 bis zum 2. Juni 2023 in Paris statt.[13]
- Die dritte Tagung (INC-3) fand vom 13. bis zum 19. November 2023 am Sitz des UN-Umweltprogramms (UNEP) in Nairobi statt.[14][15]
- Die vierte Tagung (INC-4) fand vom 23. bis zum 29. April 2024 in Ottawa, Kanada, statt.[16]
- Die fünfte Tagung, 1. Teil (INC-5.1) fand vom 25. November bis zum 1. Dezember 2024 in Busan, Republik Korea, statt.[17]
- Die fünfte Tagung, 2. Teil (INC-5.2) fand vom 5. bis 15. August 2025 in Genf statt.[18][19] Hier sollte der Vertrag auf der Konferenz der Bevollmächtigten (engl. „conference of the plenipotentiaries“) abgeschlossen werden.[20] Allerdings endete die fünfte Tagung in Genf ohne die Einigung auf einen Vertragsentwurf.[21]